# Hyalesthes obsoletus
Hyalesthes obsoletus Signoret, 1865 è una specie di omottero appartenente alla famiglia Cixiidae. Detta anche Cicalina del Legno nero.

## Descrizione
Hyalesthes obsoletus è una cicalina appartenente alla famiglia dei Cixiidae nota in viticoltura in quanto vettrice del fitoplasma che causa il Legno nero, giallume della vite analogo alla Flavescenza dorata in grado di determinare notevoli perdite di produzione.
H. obsoletus è lungo 4-5 mm; la femmina è di norma poco più lunga del maschio. Ha ali trasparenti, occhi rossastri, capo e corpo neri.
È polifago; vive soprattutto su specie erbacee quali convolvolo, ortica, clematide, numerose specie di solanacee e labiate. Solo occasionalmente si sposta sulla vite.
Compie una generazione all'anno. Le forme giovanili svernano nel terreno a contatto con le radici prevalentemente di ortica. Gli adulti compaiono scalarmente a partire da giugno fino ad agosto/settembre.
I trattamenti insetticidi contro H. obsoletus sono poco efficaci a causa della notevole polifagia di questo insetto che, come detto, visita la vite solo occasionalmente. Inoltre H. obsoletus è in grado di infettare una pianta di vite ma non di acquisire Candidatus Phytoplasma solani, agente eziologico del Legno Nero, da una vite infetta. Di conseguenza estirpare le viti infette presenti in campo non contribuisce ad un controllo della diffusione della malattia. Più utile è la lotta agronomica, volta all'eliminazione delle specie spontanee predilette da quest'insetto, pur considerando che le specie giovanili svernano a contatto con le radici.

## Piante ospiti
La sua pianta ospite principale è il convolvolo (Convolvulus arvensis). Occasionalmente, si nutre anche di altre piante erbacee come il ranuncolo (Ranunculus spp.), l'ortica (Urtica dioica), l'artemisia (Artemisia vulgaris); raramente sono state rinvenute su piante legnose come il salice.
Occasionalmente può interessare anche la vite (essendo vettrice della fitoplasma del Legno nero), pomodori e patate (stolbur-fitoplasmosi). Però è ritenuta difficile da controllare e contrastare dato che è specie abbastanza polifaga e che svolge a terra gran parte del suo ciclo vitale.
Nelle fasi giovanili (neanide e ninfa) non attacca la vite ma principalmente dicotiledoni erbacee (dopo lo svernamento) 

## Distribuzione e habitat
Le regioni di rinvenimento sono l'Europa centro-meridionale, il Mediterraneo, il sud della Russia, Kazakistan e Asia Minore. La specie è termofila.